# Pequeño dodecicosidodecaedro ditrigonal
En geometría, el pequeño dodecicosidodecaedro ditrigonal (o pequeño icosidodecaedro dodequificado) es un poliedro uniforme estrellado, indexado como U43. Tiene 44 caras (20 triángulos, 12 pentagramas y 12 decágonos), 120 aristas y 60 vértices. Su figura de vértice es un cuadrilátero cruzado.

## Poliedros relacionados
Comparte su disposición de vértices con el gran dodecaedro truncado estrellado. Además, comparte sus aristas con el pequeño icosicosidodecaedro (que tiene en común las caras triangulares y pentagrámicas) y con el pequeño dodecicosaedro (que tiene en común las caras decagonales).
| Gran dodecaedro truncado estrellado | Pequeño icosicosidodecaedro | Pequeño dodecicosidodecaedro ditrigonal | Pequeño dodecicosaedro |